# Az IEEE Neumann János-díja
Az IEEE Neumann János-díja (IEEE John von Neumann Medal) alapítója az amerikai IEEE (Institute of Electrical and Electronics Engineers) igazgatói tanácsa (1990).
A díjat a számítógéptudományban (elmélet és technológia) elért eredményekért ítélik oda.

## Díjazottak
- 1992: C. Gordon Bell
- 1993: Fred Brooks
- 1994: John Cocke
- 1995: Donald Knuth
- 1996: Carver Mead
- 1997: Maurice Wilkes
- 1998: Ivan Edward Sutherland
- 1999: Douglas C. Engelbart
- 2000: John L. Hennessy és David A. Patterson
- 2001: Butler Lampson
- 2002: Ole-Johan Dahl és Kristen Nygaard
- 2003: Alfred Aho
- 2004: Barbara Liskov
- 2005: Michael Stonebraker
- 2006: Edwin Catmull
- 2007: Charles P. Thacker
- 2008: Leslie Lamport
- 2009: Susan L. Graham
- 2010: John Hopcroft és Jeffrey Ullman
- 2011: Tony Hoare
- 2012: Edward J. McCluskey
- 2013: Jack Dennis
- 2014: Cleve Moler
- 2015: James Gosling
- 2016: Christos Papadimitriou
- 2017: Vlagyimir Vapnyik
- 2018: Patrick Cousot
- 2019: Tardos Éva
- 2020: Michael I. Jordan